# Anatolij Wojstroczenko
Anatolij Fomicz Wojstroczenko (ros. Анатолий Фомич Войстроче́нко, ur. 2 stycznia 1937, zm. 29 sierpnia 2010 w Briańsku) – radziecki działacz partyjny.
Ukończył zaocznie Wszechzwiązkowy Instytut Rolniczy i Wyższą Szkołę Partyjną przy KC KPZR, od 1957 funkcjonariusz Komsomołu, następnie KPZR. W latach 1978–1982 I sekretarz Komitetu Miejskiego KPZR w Briańsku, od 1982 do 28 stycznia 1984 II sekretarz Komitetu Obwodowego KPZR w Briańsku, od 28 stycznia 1984 do 23 sierpnia 1991 I sekretarz Komitetu Obwodowego KPZR w Briańsku. Deputowany do Rady Najwyższej ZSRR XI kadencji, deputowany ludowy ZSRR. W latach 1986–1990 członek KC KPZR.